# Aloe bertemariae
Aloe bertemariae é uma espécie de liliopsida do gênero Aloe, pertencente à família Asphodelaceae.